# Шейпинг (информатика)
Шейпинг (англ. traffic shaping — придание трафику формы) — ограничение пропускной способности канала для отдельного узла сети ниже технических возможностей канала до узла. Шейпинг обычно используется как средство ограничения максимального потребления трафика со стороны узла сети.
Устройство или программу, осуществляющую ограничение скорости, называют шейпер.

## Простейший алгоритм
Алгоритм шейпинга для сетей, работающих с пакетами (фреймами или другими PDU) данных, обычно заключается в создании очереди пакетов от клиента. В единицу времени пропускаются пакеты общим объёмом не более N байт (где N — выставленное ограничение). В случае, если объём передаваемых данных превышает выделенную клиенту пропускную способность и очередь заполнена, лишние пакеты не принимаются. За счёт ненулевого размера очереди в начале соединения возможно временное превышение ограничения по скорости.
В случае поддержки QoS пакеты из очереди выбираются не последовательно, а в соответствии с пометками о порядке (срочности) доставки.